# 1928 en aéronautique
Chronologie de l'aéronautique
- 1924
- 1925
- 1926
- 1927
- 1928
- 1929
- 1930
- 1931
- 1932

Cet article présente les faits marquants de l'année 1928 en aéronautique.

## Évènements

### Janvier
- 2 janvier : le célèbre rugbyman international français Yves du Manoir se tue dans le crash de son Caudron 59[1].
- 7 janvier : premier vol du biplan soviétique Polikarpov Po-2.
- 21 janvier : premier vol du Bristol Bulldog II.

### Février
- 5 février : le pilote allemand Wagner bat 12 records du monde sur un hydravion Dornier Superwal.

### Mars
- 5 mars : un équipage américain mixte relie New York et La Havane en 14 heures et 2 minutes sans escale.
- 28 au 30 mars : un équipage américain (Stinson et Aldeman) bat le record de durée de vol : 53 heures et 36 minutes, sur un Stinson-Wright.
- 30 mars : l'aviateur italien Mario di Bernardi s'empare du record du monde de vitesse : 512,776 kilomètres par heure, avec son hydravion de course Macchi M-52 Bis[2].

### Avril
- 3 au 5 avril : un équipage français relie Paris et Dakar et retour avec escales sur un SECM-Amiot 122 en 69 heures et 15 minutes sur 5 jours.
- 12 et 13 avril : l'Irlandais James Fitzmaurice et les Allemands Hermann Köhl et Ehrenfried Günther von Hünefeld réussissent la première traversée de l'Atlantique nord d'est en ouest sur un Junkers W 33. Cet équipage n'atteint toutefois pas vraiment le continent américain proprement dit, étant contraint de se poser d'urgence sur l'île Greenly au Labrador.
- 14 avril : arrivée au Bourget des aviateurs Costes et Le Brix au terme de leur tour du monde en 39 étapes (départ en octobre 1927 - traversée du Pacifique en bateau) sur Breguet 19GR[3].
- 20 - 21 avril : première traversée de l’Arctique en avion par l’explorateur australien Hubert Wilkins et le pilote Carl Ben Eielson (Alaska-Spitzberg) sur Lockheed Vega[4].

### Mai
- 7 mai : premier vol du Couzinet Arc-en-Ciel.

- 29 au 31 mai : un équipage italien (Ferrarin et Del Prete) bat le record de durée de vol : 58 heures et 34 minutes, sur un Fiat Savoia.

### Juin
- 2 juin : les aviateurs italiens Arturo Ferrarin et Carlo del Prete s'emparent du record du monde de distance en circuit fermé en couvrant 7 666,616 kilomètres[5].
- 9 juin : l’aviateur de nationalité australienne Kingsford Smith parvient à réaliser la traversée de l'océan Pacifique, en évoluant des Etats-Unis jusqu’en Australie[6].
- (début) Juin : premier vol du Lockheed Air Express avec Charles Lindbergh comme pilote.
- 11 juin : sur la colline Wasserkuppe (Allemagne), Fritz Stamer réalise le premier vol d'un planeur assisté par un moteur à réaction.
- 18 juin :
  - Amelia Earhart est la première femme aviateur à traverser l'Atlantique;
  - disparition de l'explorateur Roald Amundsen, parti au pôle Nord sur un prototype du Latham 47 au secours de l'expédition d'Umberto Nobile.
- 23 juin : sauvetage par avion de l'expédition Nobile en Arctique.
- 25 juin : premier vol du chasseur américain Boeing XF4B-1.

### Juillet
- Premier vol du de Havilland DH.60 G. Moth.

- 5 au 7 juillet : un équipage allemand (Risztic et Edzard) bat le record de durée de vol sur un Junkers W 33 : 65 heures et 25 minutes.

### Septembre
- 27 septembre : premier vol du Potez 36.

### Octobre
- 1er octobre : inauguration de l'Aéroport international Newark Liberty.
- 11 octobre : premier vol de la KLM entre Amsterdam et Djakarta sur un Fokker F.VII 7B.

### Novembre
- 11 novembre : premier vol au-dessus de l'Antarctique réalisé par l'expédition de Hubert Wilkins.

### Décembre
- Décembre : premier vol du Potez 25 TOE.
- 7 décembre : premier vol du de Havilland DH.75 Hawk Moth.
- 15 décembre au 25 février : la RAF organise une vaste opération d'évacuation en Afghanistan. 586 personnes et 13 tonnes de fret sont transportés par avion de Kaboul à Karachi.
- 19 décembre : premier vol de l'autogyre Pitcairn-Cierva PCA-1.